# Pfarrhaus (Euernbach)

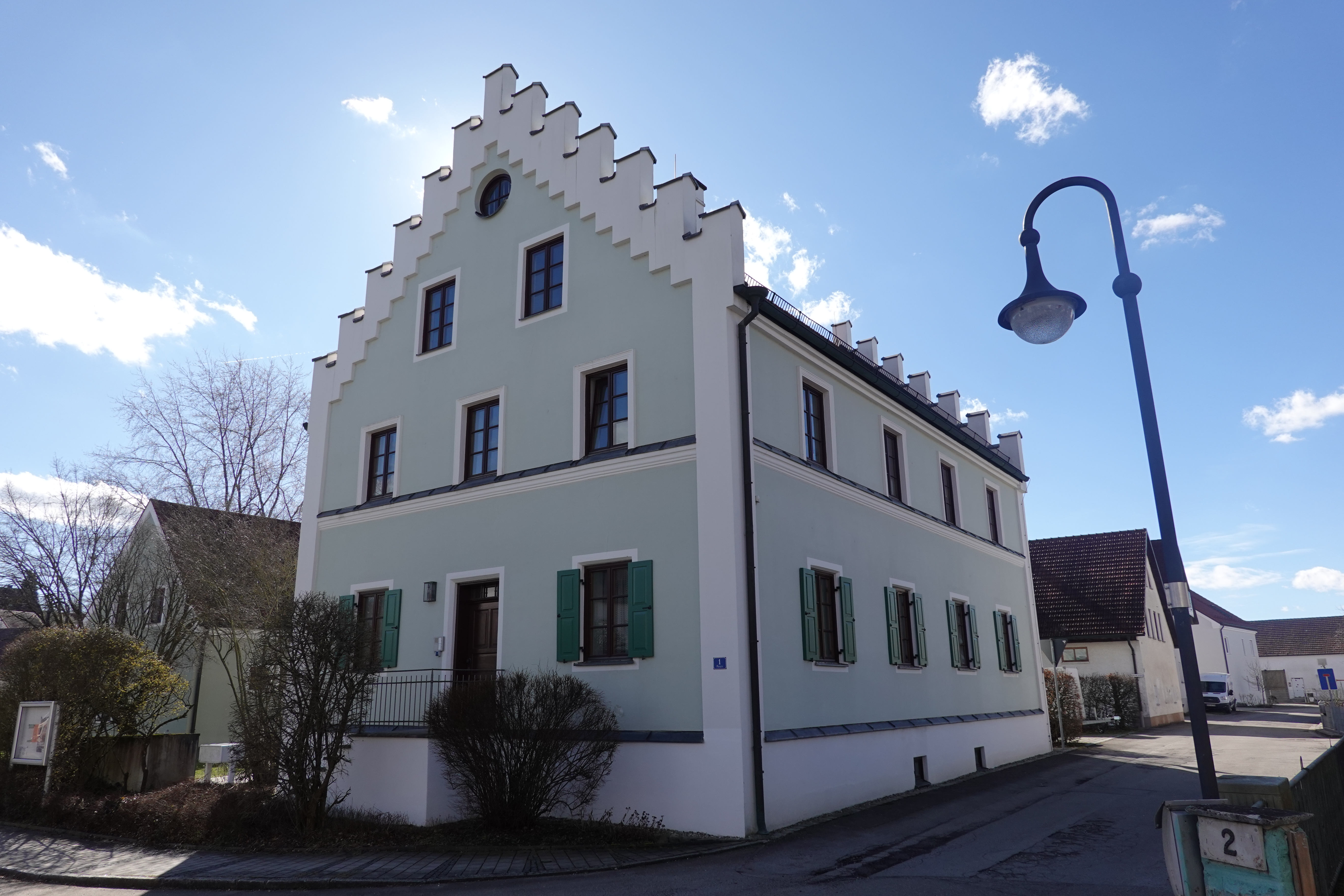
Pfarrhaus in Euernbach

Das Pfarrhaus in Euernbach, einem Ortsteil der Gemeinde Scheyern im oberbayerischen Landkreis Pfaffenhofen an der Ilm, wurde Mitte des 19. Jahrhunderts errichtet. Das Pfarrhaus an der Pfarrgasse 1, nahe der katholischen Pfarrkirche Mariä Heimsuchung, gehört zu den geschützten Baudenkmälern in Bayern.
Der zweigeschossige Satteldachbau mit Treppengiebeln und Putzgliederung besitzt vier zu drei Fensterachsen.
Von den um einen Hof gruppierten Nebengebäuden ist ein Walmdachbau aus der ersten Hälfte des 19. Jahrhunderts erhalten, das westliche Nebengebäude wurde erneuert.